# Центральный (Ивановская область)
Центра́льный — село в Шуйском районе Ивановской области России. Входит в Колобовское городское поселение Шуйского района.

## География
Село Центральный расположено в южной части Шуйского района, в 11 км к югу от города Шуя. Река Теза протекает в 1,8 км к востоку.

## Население
| 2010 |
| ---- |
| 515  |

## Инфраструктура
В селе расположены: клуб-библиотека, отделение Почта России, фельдшерско-акушерский пункт. Село газифицировано, централизованное водоснабжение от артезианских скважин. Три пункта розничной торговли. Сельскохозяйственный производственный кооператив (колхоз) "ЦЕНТРАЛЬНЫЙ". Школа, детский комбинат и баня были закрыты.